# Dokumentacja niearchiwalna
Dokumentacja niearchiwalna – dokumentacja, która ma tylko czasowe praktyczne znaczenie i podlega wybrakowaniu po upływie określonego przepisami okresu jej przechowywania. Oznaczana jest symbolami: B, BC, BE i stanowi odrębną niż materiały archiwalne grupę dokumentacji. Przykładem takiej dokumentacji może być dokumentacja kadrowo-płacowa pracownika, dokumentacja szkolna i szkoleniowa tj. arkusze ocen, protokoły egzaminów końcowych (np. maturalnych), oryginały świadectw szkolnych.
Dokumentacja dzieli się na kilka grup kwalifikacyjnych, w zależności od ustawowego terminu przechowywania, po nim może zostać wybrakowana. Okresy przechowywania ustalane są na podstawie okresów przedawnienia dla niektórych czynności prawnych, po upływie czasu, określonego przez kodeks cywilny i/lub karny, mogą być zniszczone. Okres przechowywania poszczególnych dokumentów powinien być szczegółowo określony w wykazach akt jednostek organizacyjnych. Za ich wprowadzenie, zgodnie z przepisami prawnymi, odpowiadają: 
1. ministrowie i inne centralne organy państwowe dla urzędów ich obsługujących oraz kierownicy centralnych państwowych jednostek organizacyjnych – w porozumieniu z Naczelnym Dyrektorem Archiwów Państwowych;
2. niewymienione w pkt 1 organy administracji publicznej i kierownicy niewymienionych w pkt 1 jednostek organizacyjnych – w porozumieniu z dyrektorem właściwego miejscowo archiwum państwowego[2].

Symbol „B” oznacza kategorię archiwalną dokumentacji niearchiwalnej. W tej grupie możemy wyróżnić:
- Dokumentacja niearchiwalną oznaczona literą „B” z dodaniem cyfr arabskich, np. 5, 10, 25. Jest to dokumentacja o czasowym znaczeniu praktycznym. Po upływie obowiązującego dla niej okresu przechowywania, podlega brakowaniu. Okres jej przechowywania liczy się w pełnych latach kalendarzowych, poczynając od dnia 1 stycznia roku następnego od daty zakończenia sprawy, po utracie przez dokumentację praktycznego znaczenia dla potrzeb danego organu lub jednostki organizacyjnej oraz dla celów kontrolnych;
- Dokumentacja niearchiwalna o symbolu „BC” oznacza taki rodzaj wytworzonej dokumentacji, która posiada krótkotrwałe znaczenie praktyczne. Po pełnym wykorzystaniu jest przekazywana na makulaturę. Brakowania można dokonać bezpośrednio po utracie przez tę dokumentację przydatności praktycznej.
- Dokumentacja niearchiwalna o symbolu „BE” z dodaniem cyfry arabskiej oznacza dokumentację, która po okresie przechowywania (np. BE10 po 10 latach) poddawana jest ekspertyzie przez archiwum państwowe. Może ono dokonać zmiany kategorii tej dokumentacji włącznie z uznaniem dokumentacji za materiały archiwalne.

W uzasadnionych przypadkach, archiwum państwowe może dokonać zmiany kategorii dokumentacji oznaczonej symbolem „B” z dodaniem liczb arabskich na kategorię archiwalną.
Podstawowym źródłem prawidłowej klasyfikacji i kwalifikacji archiwalnej jest jednolity rzeczowy wykaz akt.
Brakowanie i niszczenie dokumentacji niearchiwalnej w państwowych i samorządowych jednostkach organizacyjnych może odbywać się na podstawie zgody dyrektora właściwego miejscowo archiwum państwowego. Co do zasady, brakowanie powinno być przeprowadzane systematycznie raz w roku. W przypadku małych archiwów czy składnic brakowanie może być przeprowadzane rzadziej. Jednostki organizacyjne stanowiące własność prywatną jak spółki (z wyłączeniem jednoosobowych spółek skarbu państwa oraz spółek prawa handlowego, których właścicielem są organy samorządu terytorialnego), stowarzyszenia, organizacje społeczne, spółdzielnie itp. brakują dokumentację we własnym zakresie, ale i w tym przypadku musi być zachowany prawidłowy okres jej przechowywania.